# Naraka: Bladepoint

## Геймплей
Naraka: Bladepoint — це гра в жанрі «королівська битва», в якій до 60 гравців борються один з одним до останнього. Гра включає рукопашний бій, натхненний бойовими мистецтвами, і бойову систему «камінь-ножиці-папір». Є великий арсенал зброї ближнього та далекого бою на вибір, а також гачок-кішка, який можна використовувати як для бою, так і для обходу. Крім того, у кожного героя є унікальні вміння та таланти, які можна налаштувати відповідно до вашого стилю гри.
Naraka: Bladepoint базується на «острові Морус», де герої збираються для битви. Гравці можуть стояти в черзі для ігор соло або в дуо чи тріо і можуть вибирати з більш ніж дев'яти різних персонажів, при цьому кожен з них має дві навички (F skill і Ultimate).
Серед дев'яти персонажів «Курумі Цучімікадо» заснована на архетипі Онмьодзі.

## Персонажі
Naraka: Bladepoint, наразі, має 9 ігрових персонажів, з останнім доповненням Юешаня від 11 листопада 2021 року.
●	Viper Ning 
Сама кров сліпого майстра клинка Західної Юшанії Гадюки Нін давно просякнута смертельною отрутою. Вона стоїть на краю прірви всього людства, її леза завжди готові. Так прекрасна, як смертна, її очі ніколи не побачать цей світ, поки не наблизиться година долі.
●   Kurumi Tsuchumikado 
Курумі, відома як квітка Геліоса, наділена природою і походить від стародавнього роду майстрів Onmyoji. Курумі покинула батьківщину і відправилася в пригоду всього свого життя.
●	Matari
Її навички відточувалися штормами в пустелі, а сама Матарі швидка, як сокіл. Досягнувши нових висот, оволодівши стародавнім таємним мистецтвом, він тепер бродить по руїнах, як примарний диявол.
●	Tarka Ji 
Живи швидко, пий добре і будь веселим. За ім'ям вірного п'яниці стоїть волелюбна людина. Його неприборканий дух дає йому силу перед лицем негараздів. Дорога попереду сповнена труднощів, але як би вона не була важка, вона з радістю зустріне його з мечем в руці.
●	Temulch
У той день, коли Темульчин пробудить свою внутрішню силу, луки вибухнуть лютими ураганами. Легенди його предків відображені в його свідомості, і слава, до якої він прагне, настільки близька, що він майже може спробувати її. Сірий вовк знову вдарить.
●	Tianhai
Подорож Тяньхая світом привела його до відкриття свого істинного покликання: врятувати світ і врятувати його за всяку ціну. Цей скромний чернець перетворюється на колосального воїна Ваджри, відкинутого неприборканою люттю. Всі, хто стане на його шляху, відчують це.
●	Joto Hime (кросовер з Онмёдзи): 
Ніхто не може уникнути ударів її демонічного клинка, і вона залишає слід від трупа. Коли пил осідає, вона знову стає обтяженим почуттям провини й всією кров'ю на руках. Іноді велика сила зовсім не хороша. Це тягар, який потрібно нести й контролювати.
●	Valda Cui 
Вальда Цуй бере на себе контроль над морем, і її звичайна здатність звільняє водні в'язниці, які приголомшують ворогів при дотику. Коли Вальда Цуй використовує свою вищу здатність, вона спрямовує силу морського дракона, вивільняючи величезну хвилю води над полем битви.
●	Yueshan
Юешань заснований на історії Китаю періоду Воюючих держав. Навички Юешаня включають в себе атаку супротивників плечем і перекидання їх, щоб завдати першого удару. Кінцева здатність Юешаня також перетворює його в теракотового воїна, чия смертельна алебарда може легко відрізати ворогів на своєму шляху.

## Розробка
●	Мобільна версія нині знаходиться в розробці, щоб дозволити гравцям по всьому світу отримати досвід рукопашного бою. Команда Netease Thunderfire UX відповідає за розробку UI та UX для мобільної версії.
●	5 листопада 2021 року 24 Entertainment оголосили про відкриття Чемпіонату світу NARAKA: BLADEPOINT (NBWC) з призовим фондом в 1,5 мільйона доларів. Перший NBWC завершиться на початку наступного року.

●	Naraka: Bladepoint офіційно з'являється на консолях з ігровим процесом PS5, заснованим на рукопашних боях, щоб показати гравцям, як вони можуть грати на PS і Xbox. Команда Netease Thunderfire UX за розробку версії PS5 і функції Naraka: Bladepoint.
Naraka: Bladepoint, а також багато інших ігор було офіційно оголошено під час церемонії нагородження Game Awards 2019 12 грудня 2019 року.

## Випуск
●	Через 3 місяці після виходу Naraka: Bladepoint продала понад 6 мільйонів копій по всьому світу, що робить її однією з найбільш продаваних китайських комп'ютерних ігор в історії.

●	Новий сезон Naraka: Bladepoint, «Кавалерія» розпочнеться 10 листопада 2021 року і представить двох нових героїв, включаючи Юешаня, а також нову холодну зброю та різні косметичні предмети. Ціна нового Battle Pass залишиться такою ж, як і в попередньому сезоні, а обмеження рівня Battle Pass буде збільшено зі 110 до 130. Гравці також отримають кавалерійський кинджал у грі як подяку за постійну підтримку. 24 Entertainment об'єдналися з художнім музеєм стародавньої китайської зброї, щоб відновити цей кинджал, і їм вдалося відтворити його в Naraka: Bladepoint.
2021.8 Глобальний запуск із понад 10 мовними версіями. Команда NetEase Thunderfire UX займається дослідженнями користувачів і дизайном UX для Naraka: Bladepoint з найпершого прототипу.

## Прийом
Нарака: Bladepoint отримав «змішані чи середні» відгуки відповідно до агрегатора оглядів Metacritic.
Naraka: Bladepoint була номінована на премію Golden Joystick Awards 19 жовтня 2021 року як найкращу багатокористувацьку гру 2021 року, одну з найстаріших ігрових нагород у світі.